# Mezzo interplanetario

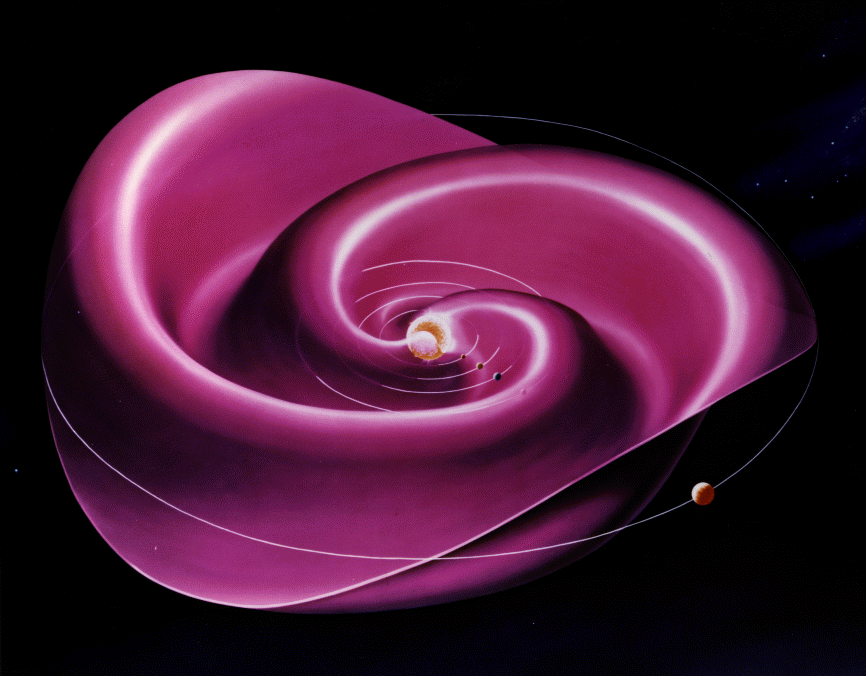
La corrente eliosferica risulta dall'influenza del campo magnetico rotante del Sole sul plasma del mezzo interplanetario.

Il mezzo interplanetario è il materiale che riempie il sistema solare e attraverso cui si muovono tutti i corpi del sistema solare, come i pianeti, gli asteroidi e le comete.

## Composizione e caratteristiche fisiche
Il mezzo interplanetario include la polvere interplanetaria, i raggi cosmici e il plasma caldo proveniente dal vento solare. La temperatura del mezzo varia da 165 a 200 K e la sua densità è estremamente bassa, circa 5 particelle per centimetro cubico nei pressi della Terra, e decresce con l'aumento della distanza dal Sole. La densità è variabile anche in funzione del campo magnetico e di eventi come le espulsioni di massa dalla corona solare; può raggiungere al massimo la densità di 100 particelle /cm³.
Finché il mezzo interplanetario è in forma di plasma, mantiene le caratteristiche del plasma, piuttosto che quelle di un semplice gas; ad esempio, viaggia col campo magnetico solare, è un efficace conduttore elettrico, forma plasma a doppio strato e quando viene a contatto con la magnetosfera planetaria o con l'eliopausa forma dei filamenti luminosi (come le aurore boreali).
Le regioni più esterne del sistema solare sono al confine tra il flusso del vento solare ed il mezzo interstellare; questo confine è noto come eliopausa e si pensa che si trovi in una fascia compresa fra le 110 e le 160 UA dal Sole.

## Interazioni con i pianeti
Il modo in cui il mezzo interplanetario interagisce con i pianeti dipende dal fatto che questi abbiano o meno un campo magnetico; corpi come la Luna non hanno campo magnetico, così il vento solare può impattare direttamente con la loro superficie. Per diversi miliardi di anni la regolite lunare è stata esposta alle particelle del vento solare, intrappolandole, così gli studi di questo minerale della superficie lunare fornisce dati sul vento solare stesso.
L'impatto delle particelle ad alta energia provenienti dal vento solare sulla Luna causa anche una debole emissione di raggi X.
I pianeti che possiedono un campo magnetico proprio, come la Terra e Giove, sono circondati da una magnetosfera  il cui campo magnetico prevale su quello del Sole; il flusso del vento solare viene così incanalato intorno alla magnetosfera, mentre parte del materiale del vento solare si "infiltra" nella magnetosfera, causando il fenomeno delle aurore polari e incrementando le fasce di van Allen con altra materia ionizzata.

## Fenomeni osservabili nel mezzo interplanetario
Il mezzo interplanetario è responsabile di molti effetti visibili da terra; la luce zodiacale è una larga banda di luce chiara che talvolta può essere osservata dopo il tramonto e prima dell'alba, lungo l'eclittica e più luminosa verso l'orizzonte. È causata dai raggi del Sole riflessi dalla polvere del mezzo interplanetario tra la Terra ed il Sole.
Un effetto simile è il gegenschein, che si osserva nel punto del cielo opposto alla posizione del Sole; è molto più debole della luce zodiacale ed è causato dai raggi di Sole riflessi dalle polveri al di fuori dell'orbita terrestre.

## Storia
Il termine "interplanetario" sembra sia stato usato per la prima volta in una stampa nel 1691 ad opera dello scienziato Robert Boyle. Il concetto che lo spazio fosse considerato un "vacuum" riempito di "etere" o un vacuum freddo e scuro continuò ad esistere fino agli anni cinquanta (vedi sotto).
Nel 1898 l'astronomo americano Charles Augustus Young scrisse: "Lo spazio interplanetario è un vacuum, molto più perfetto di ciò che può essere prodotto artificialmente..." (The Elements of Astronomy, Charles Augustus Young, 1898). Solo dalla metà del XX secolo si scoprirono le caratteristiche del vento solare e le particelle che ne fanno parte.